# لون، فایف
لون (به انگلیسی: Leven) یک شهرک در اسکاتلند است که در فایف واقع شده‌است. لون ۸٬۸۵۰ نفر جمعیت دارد.